# كريستيان غيانتوماسي
كريستيان غيانتوماسي (بالإيطالية: Christian Giantomassi)‏ (مواليد 22 أبريل 1973) هو ملاكم إيطالي، مثّل بلاده في الألعاب الأولمبية الصيفية 1996.

## روابط خارجية
كريستيان غيانتوماسي على موقع بوكس ريك (الإنجليزية) (registration required)
- كريستيان غيانتوماسي على موقع أوليمبيديا (الإنجليزية)